# Doellingeria
Doellingeria é um género botânico pertencente à família Asteraceae.